# Corrent del Nord del Brasil
El Corrent de Brasil Del nord (Acrònim anglès NBC) és un corrent oceànic tebi que forma part del quadrant sud-oest del Gir de l'Atlàntic Nord. Comença quan el Corrent Sud-equatorial Atlàntic que avança cap a l'est trenca en dues meitats i va en direcció nord-oest, seguint la costa de Brasil del nord. Acaba a la frontera de Brasil i Guaiana, on és rebatejat com Corrent de la Guaiana. És predominantment un corrent d'aigua salada, però ajuda al transport d'aigua dolça del riu Amazones cap la nord.

## Recorregut
El corrent comença al voltant 10°S i 31°W, on la ruptura del Corrent Equatorial Del sud (SEC) esdevé aparent. La ruptura és forçada una vegada que el prestatge continental comença, la qual cosa ocorre bastant abruptament. En aquest punt, el corrent té una considerable velocitat i cabal, 21-23 Sv. Al voltant de la latitud 5°S, fusiona amb una branca nord del Corrent Equatorial del Sud (SEC) i augmenta el seu volum a 37 Sv, amb el seu valor màxim entre 100m i 200m de profunditat. Aquí, el corrent és amb la seva extensió màxima d'aproximadament 300 quilòmetres d'amplària. El corrent continua a aproximadament fins al punt 7°N i 52°W, on esdevé el Corrent de les Guaianes.

## Característiques
La velocitat general del corrent és entre 60 i 100 centímetres per segon. Una màxima velocitat de 110 centímetres per segon va ser enregistrat aproximadament 100 m sota la superfície de l'oceà, en la proximitat d'on el NBC fusiona amb el SEC. Les temperatures mitjanes són en la gamma de 22 °C a 28,5 °C, i tendeixen a ser més tebi durant l'estiu de l'hemisferi del nord.
La força del corrent depèn de l'estació. Durant la primavera de l'hemisferi del nord, hi ha un mínim de 13 Sv en el corrent, el qual salta a 36 Sv quan el vents predominants de l'oest envigoreixen. La mitjana anual de velocitats en diferents punts és 26 Sv.
La salinitat mitjana del corrent ocorre al voltant de 5°S, on el SEC més salí fusiona amb la NBC. Tots dos són bastant tebis, així que les densitats són similars, i els corrents es barregen i creen una aigua amb una salinitat de 37,1 psu. La salinitat llavors disminueix al voltant de 36,5 psu en tant els corrents es desplacen cap al nord en sentit a l'equador i amb la presència de la Zona de Convergència Intertropical (ITCZ). La pluja produïda a l'ITCZ dil·lueix el contingut de sal de l'aigua.
La profunditat del NBC és dependent de la profunditat de la termoclina, així com de la profunditat de la plataforma continental. Més proper a la costa, i especialment on la profunditat de l'aigua és menys de 400 m, el jaç marí com el límit més baix al corrent. Si la profunditat és més gran que 400 metres, la termoclina actua com el límit més baix, i representa la frontera del NBC i el més fred, Contra-Corrent Nord Equatorial Atlàntic (NEU), que s'adreça cap a l'est. Posat que el NEU és més fred que el NBC, tenen densitats diferents i no es barregen, permetent cadascun fluir respecte l'altre amb poca interacció.

## Anells del Corrent del Nord del Brasil
De juliol a febrer, és bastant comú en el corrent de separar-se de la costa i corbar-se respecte ell mateix. Donat que el corrent pot ser bastant gran, és fàcil que es generin amplis anells anticiclònics, els quals se separen de la massa principal del corrent i es mouen cap al nord-oest amb els vents de prevalència. El diàmetre mitjà dels cèrcols és 300 quilòmetres, i es desplacen entre 8 i 30 quilòmetres per dia depenent de la força del flux que envolta l'anell. Els anells són relativament superficials i solen tenir el cabal menor d'1 Sv d'aigua. Els anells finalment es desacceleren totalment després de 100 dies. La majoria de cèrcols ho fan a les proximitats de la Mar Carib, i és fins i tot possible per alguns entrar-hi, donat que són prou petits per cabre entre el Antilles Petites.